# 大川美術館
大川美術館（おおかわびじゅつかん）は、群馬県桐生市水道山の中腹（小曾根町）にある群馬県の登録博物館。大川栄二の収集品を収蔵展示、運営は公益財団法人大川美術館。

## 概要
同市出身の実業家である大川栄二が40年間かけて集めたコレクションが展示されている。1989年に開館した。
建物は、元第一勧業銀行社員寮を松本莞（松本竣介子息）の設計により増築・改装したもので、山の中腹に斜面に沿って建つスキップフロア方式。図書室、庭園、喫茶室、ミュージアムショップを併設している。

## コレクション
日本の近代洋画を中心に6,500点を超えるコレクションを有している。松本竣介（1912～1948年）と野田英夫（1908～1939年）のコレクションに関しては日本最大で、松本竣介を中心とした「人脈」に注目し、師弟・同グループ・友人・影響関係などのつながりのある作家の作品を収集するユニークなコレクションを形成している。代表的な収蔵作品に、松本竣介『街』（1938年）、『運河風景』（1943年）などがある。また、野田英夫『都会』（1937年）は元は大川美術館の所蔵品で、現在は東京国立近代美術館にある。
その他に、ピカソ、ミロ、ルオー、ベン・シャーンらの西洋美術、藤島武二のエスキース、曾宮一念、難波田龍起・史男・紀夫、清水登之らのまとまったコレクションを所蔵、展示しており、地方都市の私立美術館としては比類ない充実度を誇る美術館である。

## 歴代館長
- 1988年 - 2008年：大川栄二（大川美術館創設者・実業家）
- 2009年 - 2017年：寺田勝彦（学校法人学習院名誉教授）[3]
- 2017年 - 現任：田中淳（元・東京文化財研究所副所長、同所名誉研究員・文化財情報資料部客員研究員[4]）

## 交通アクセス
- JR東日本両毛線桐生駅より徒歩約13分[5]
- 上毛電鉄西桐生駅より徒歩約8分[5]
- 東武新桐生駅よりタクシーで約10分[1]
- 北関東自動車道太田藪塚I.C.より自動車で約30分[1]